# Aerosmith (álbum)
Aerosmith es el álbum debut homónimo de la banda de rock estadounidense Aerosmith, lanzado en 1973. El álbum fue grabado en dos semanas en Intermedia Studio en Boston, Massachusetts. Gran parte del álbum es fuertemente influenciado por el blues. Con todo, la banda desarrollaba un Hard Rock denso y profundo, distintivo a las bandas influyentes de la escena rock de aquel momento. Walkin' the Dog, es una canción que originalmente interpretada por Rufus Thomas. También figuran en el álbum es "Dream On", que se convirtió en uno de los diez mejores de América cuando se relanzó en 1976. "Dream On" fue lanzado por primera vez como sencillo en 1973. El álbum alcanzó el puesto # 21 en el Billboard 200.
La foto a la derecha es la portada original, y estuvo mal impresa en cuanto a la canción "Walkin' The Dog", como "Walkin' The Dig". Cuando una segunda edición del álbum fue lanzado en 1976, este error se corrigió, y la cubierta se reemplaza con una modificación hecha en su totalidad por la foto de los miembros de la banda. Este segundo es la versión más comúnmente disponibles de la LP. Cuando reeditado en CD en 1993 como una versión remasterizada, la original obra de arte primer prensado se utilizaba.

## Historia
Después de entrar en una sociedad con Frank Connelly, David Krebs y Steve Leber miembros de las compañías discográficas – Atlantic Records y Columbia Records – para ver el concierto de Aerosmith en Max's Kansas City. Clive Davis, el presidente de Columbia, quedó impresionado con el grupo y Aerosmith firmó con Columbia en el verano de 1972.
Posteriormente, el grupo grabó su álbum debut en los Estudios Intermedia de Boston, Massachusetts con el productor Adrian Barber.
El álbum no fue un éxito cuando fue lanzado en enero de 1973. Se lanzó una versión abreviada de "Dream On" en un sencillo, el 27 de junio de 1973 y trepo el puesto #59 en el Billboard Hot 100. Este se volvió a publicar pero en su versión original, en 1976, convirtiéndose en un éxito y alcanzando el puesto #6 en los chats.

## Recepción
El álbum en general recibió críticas positivas. Stephen Thomas Erlewine de Allmusic afirmó que el álbum muestra claramente todos los atributos de quienes se convertirían en la banda estadounidense de hard rock de los 70's.

## Lista de canciones
Todas las canciones fueron escritas por Steven Tyler, menos las especificadas.

Todas las canciones escritas y compuestas por Steven Tyler, except where noted. 
| Side One |                                    |          |  |
| N.º      | Título                             | Duración |  |
| 1.       | «Make It»                          | 3:38     |  |
| 2.       | «Somebody» (Tyler, Steven Emspack) | 3:45     |  |
| 3.       | «Dream On»                         | 4:28     |  |
| 4.       | «One Way Street»                   | 7:00     |  |
| 5.       | «Mama Kin»                         | 4:25     |  |
| 6.       | «Write Me a Letter»                | 4:11     |  |
| 7.       | «Movin' Out» (Tyler, Joe Perry)    | 5:03     |  |
| 8.       | «Walking the Dog» (Rufus Thomas)   | 3:12     |  |

## Personal
Aerosmith
- Steven Tyler – Voz
- Joe Perry – Guitarra, Coros
- Brad Whitford – Guitarra
- Tom Hamilton – Bajo
- Joey Kramer – Batería

Músicos adicionales
- David Woodford – Saxofón en "Mama Kin" y "Write Me a Letter"

Producción
- Adrian Barber – producción, ingeniero
- Caryl Weinstock – ingeniero
- Stu Werbin – líneas

## Tablas de posiciones
Álbum - Billboard (América del Norte)
| Año  | Categoría   | Posición |
| ---- | ----------- | -------- |
| 1976 | Álbumes Pop | 21       |

Sencillos - Billboard (América del Norte)
| Año  | Sencillo   | Categoría   | Posición |
| ---- | ---------- | ----------- | -------- |
| 1973 | "Dream On" | Singles Pop | 59       |
| 1976 | "Dream On" | Singles Pop | 6        |